# Townsend Coleman
Pour les articles homonymes, voir Coleman.
Townsend Coleman est un acteur américain né en mai 1954 à New York (État de New York, États-Unis).

## Filmographie

### Cinéma
- 1986 : Sans issue : Waiter
- 1992 : Les Aventures de Zak et Crysta dans la forêt tropicale de FernGully : Knotty (Voix)
- 2016 : Tous en scène : Voix additionnelles (Voix)

### Courts-métrages
- 2014 : I Get Along Without You Very Well
- 2016 : Turtles Take Time (and Space)

### Télévision

#### Séries télévisées
- 1982 : We're Dancin' : Lui-même
- 1985 : Inspecteur Gadget : Corporal Capeman / Sweetly
- 1985 : Les Snorky : Voix additionnelles
- 1986 : ABC Weekend Specials
- 1986 : Les Luxioles : Various Characters (1986) (Voix)
- 1986 : The Transformers : Rewind / Martin
- 1986 : Wildfire
- 1986-1987 : Teen Wolf : Scott Howard (Teen Wolf)
- 1987 : Fraggle Rock : Gobo / Wrench / Architect (Voix)
- 1987 : Hôtel : Bellman Extra
- 1987 : Mon petit poney : Quarterback
- 1987-1988 : Saber Rider and the Star Sheriffs : Colt / Outrider Soldiers / Outrider / ...
- 1987-1996 : Tortues Ninja : Les Chevaliers d'écaille : Michelangelo / Roi des rats / Shredder / ...
- 1988 : Denver, le dernier dinosaure : Voix additionnelles (Voix)
- 1988 : Dino Riders : Voix additionnelles (Voix)
- 1988 : Jem et les Hologrammes : Riot / Rory Llewellyn / Cisco
- 1988 : Superman (en) : Teenage Clark Kent / Ted Kline
- 1988-1989 : Fantastic Max : Voix additionnelles
- 1989 : Dink le petit dinosaure
- 1989 : Les Schtroumpfs : Voix additionnelles
- 1989 : Ring Raiders : Yasu Yakamura
- 1989 : Karaté Kid : Voix additionnelles
- 1989-1990 : Les Gummi : Norm / Knight / Carney
- 1990 : Capitaine Planète : Voix additionnelles (Voix)
- 1990 : Super Baloo : Turkey Client / Newsreel Announcer
- 1990 : The Adventures of Don Coyote and Sancho Panda : Voix additionnelles
- 1990-1992 : Tom & Jerry Kids Show
- 1991 : Myster Mask : Patrick
- 1991 : ProStars : Wayne Gretzky (1991) (Voix)
- 1991 : Spacecats : Scratch (1991) (Voix)
- 1991 : Where's Waldo? : Waldo
- 1991 : Widget, the World Watcher
- 1992 : Batman : Chick
- 1992 : La Légende de Prince Vaillant  : Servant
- 1993 : SWAT Kats: The Radical Squadron : Enforcer Dispatcher
- 1994-1996 : Super Zéro : The Tick
- 1995 : Les Histoires farfelues de Félix le Chat : Voix
- 1995-1996 : Timon et Pumbaa : Vulture Police / Purplest Stupidest Pirate
- 1995-1997 : Spider-Man, l'homme-araignée : Middle-Aged Silvermane / Young Silvermane
- 1996 : Mighty Ducks : Canard
- 1996-1998 : The Fantastic Voyages of Sinbad the Sailor (en)
- 1996-1999 : Superman, l'Ange de Metropolis : Thug Leader / Death Fist Ninja / Co-Pilot / ...
- 1997 : La Légende de Calamity Jane : Voix additionnelles
- 1997-1998 : Batman : Rocco / Mugger / Mugsy
- 1997-1998 : Minus et Cortex : Bobby Bob Yokel / Bobby Bob yokel / Bobby Fenster / ...
- 1998 : Animaniacs : Pressberg Katzeneisnerman / Clint Eastwood
- 1998 : Invasion America : Voix additionnelles
- 1999 : Titi et Grosminet mènent l'enquête (The Sylvester & Tweety Mysteries) : Accountant
- 1999-2000 : Batman, la relève : Falseface / Lieutenant
- 2001 : I Love 1980's : Michaelangelo
- 2002 : Spy TV : Announcer
- 2005 : Duck Dodgers : Superego Dodgers / Protectorate Agent #2
- 2007 : Batman : Campus Guard
- 2007 : Deal or No Deal : Lui-même - Announcer
- 2007-2009 : Transformers: Animated : Sentinel Prime / Tracks / News Bot
- 2014-2016 : VO Buzz Weekly : Lui-même
- 2014-2017 : Les Tortues Ninja : '87 Michelangelo / Clerk / 80s Michelangelo
- 2015 : Hulk et les Agents du S.M.A.S.H. : Hercules
- 2016-2017 : Les Épées méga-magiques (Mighty Magiswords) : Neddy the Mallet / Goloot / Red Herring / ...
- 2017 : Harley, le cadet de mes soucis : Announcer
- 2017 : Talkin' Toons : Lui-même - Panelist
- 2017 : The Tick : Midnight

#### Téléfilms
- 1985 : The GLO Friends Save Christmas
- 1986 : The Kingdom Chums: Little David's Adventure : Eliab / Fox Soldier #2 (Voix)
- 1987 : Alice de l'autre côté du miroir : Tom Fool (Voix)
- 1988 : Yogi & the Invasion of the Space Bears : Zor One (Voix)
- 1989 : Dixie's Diner
- 1990 : Les Personnages animés préférés à la rescousse : Michelangelo / Dad (Voix)
- 2000 : The Christmas Lamb : Samuel / Daneil / Joseph (Voix)